# ジョン・ステイモス
ジョン・フィリップ・ステイモス（英: John Phillip Stamos、1963年8月19日 - ）は、アメリカの俳優。カリフォルニア州サイプレス出身。『フルハウス』のジェシー・カツォポリス役、『ER緊急救命室』のトニー・ゲイツ役で知られている。身長182cm。

## 来歴

### 生い立ち・若年期
レストランの店主であったギリシャ系のウィリアム・ジョン・ステイモス（英: William John Stamos）とアイルランド系移民のロレッタ・フィリップス（Loretta Phillips）の子。父方の祖父はヘルメス・スタモトプーロス（Hermes Stamotopoulos）で、この名前はギリシャからアメリカに移住する際にステイモスという短い名前に改名した。 2人の妹がおり、ともに教師をしている。
4歳のときからドラムとサックスとトライアングルを習い、19歳のときには友人二人と結成したロックバンド 「ザ・バンド・デスティニー」（the band Destiny）によりパーティーや地方のテーマパークで収入を得ている。

### 経歴
アメリカの昼メロドラマ（ソープ・オペラ）『ジェネラル・ホスピタル』のブラッキー・パリッシュ役で俳優デビュー。ステイモスの感情の入ったセリフ回しが注目され、1987年に『フルハウス』のジェシー・コクラン役にオーディション無しで抜擢された。このジェシー役でステイモスはエミー賞にノミネートされたこともある。
『フルハウス』終了後は、2001年のテレビドラマ『シーブス (Thieves)』や、2005年から2006年のコメディドラマ『ジェイク・イン・プログレス (Jake in Progress)』で主役を演じている。他にもシットコム『フレンズ』に出演するなど、現在の俳優活動もすこぶる好調である。2005年に、テレビドラマ『ER緊急救命室』のトニー・ゲイツ役に抜擢された。ただし、ABCが『ジェイク・イン・プログレス』を刷新したため、レギュラー出演は2006年からとなった。2004年の「遠距離電話10-10-987」などのCM出演も多くなった。
映画では大きな役を演じることは少ないが、2006年のロマンチックコメディ映画『ウェディング戦争』の中で、同性愛者の結婚プランナーという主役を演じた。声優活動も行っている。
また、ステイモスは音楽活動の経歴もある。ドラマーとして、ザ・ビーチ・ボーイズと巡回公演を行ったり、 ブロードウェイでの活動歴もある。
2009年11月16日、ハリウッド・ウォーク・オブ・フェイムに名前が刻まれた。 式典にはステイモスと交友のあるマイク・ラヴ、ブルース・ジョンストン、ボブ・サゲット、ロリ・ロックリン、キャンディス・キャメロン・ブレらが出席した。
2015年よりFOXのテレビドラマ『Grandfathered』で主演を務めている。 また、この年には『フルハウス』のスピンオフシリーズ『フラーハウス』の制作・出演が発表された。

## 私生活
1998年9月19日に女優のレベッカ・ローミンと結婚したが、2004年に別居、 2005年に正式に離婚した。2017年10月には女優のケイトリン・マクヒューとの婚約を公表し、 2018年2月に結婚した。2017年12月にはマクヒューの妊娠を公表し、 4月16日に第1子である男児が誕生した。
過去にはデミ・ムーアやポーラ・アブドゥルらとデートをしたことがある。 ロリ・ロックリン（『フルハウス』のベッキー役）とも交際したことがあったが、ローミンと付き合い始め、ロックリンも再婚したため、真剣な交際に発展することはなかった。
ステイモスはディズニーランドの大ファンであり、一度に3万ドル使ってしまうという。ローミンと夫婦だった頃は妻の出演した映画『ファム・ファタール』の宣伝のために日本の東京ディズニーランドなどを観光したこともあるという。
彼はシックス・ミリオン・ダラー・マンやアクションマンの愛好家で、その人形を集め、自宅に飾っているという。また、作家のマット・ストーンの親友でもある。

### スキャンダル
2015年6月に、酒または薬の影響下での運転の容疑で逮捕され、 後に依存症治療のためリハビリ施設へ入所した。 同年11月に390ドルの罰金および執行猶予付きの有罪判決が言い渡された。 ジョンはまた、飲酒運転で逮捕された当時を振り返り、「下手をすると誰かを傷つけていたかもしれない。本当に愚かなことだったし､僕は無知だった。自分が嫌になったよ。それで目が覚めた」と反省している。同11月に3年間の保護観察処分となった。
その後、アルコールや薬物の乱用を断つためのプログラムに入った。
睡眠導入薬を止めることは非常に困難だったようで、薬のせいで記憶力が衰え、「脚本を覚えるのが大変で、人の名前や顔なんかも覚えられなかった」と後日語っている。「あの薬を断つことができて本当にハッピーだ」と述べ、現在はアルコールも薬も完全に断っているという。 断酒にはジョディ・スウィーティンのサポートが救いになったことを明かしている。

## 人物

### フルハウスに関する逸話
ジェシーの役は当初「アダム・コクラン」という役名だったが、パイロット版の撮影前に名前をジェシーに改めた。ステイモスがギリシャ系であることを強調するため、シーズン2の収録前にスタッフが「ジェシー・カツォポリス」の名前を提案したところ、ステイモスは喜んで受け入れたため、シーズン2以降はラストネームが「カツォポリス」となった。ただし、日本語（NHK）版では最終シーズンまで「コクラン」のままであった。
第8シーズンの後、ABCはフルハウスを自系列局の放送枠から外すことを決定した。第9シーズンはWBネットワークで放映されることになったが、それらを理由にステイモスは番組からの離脱を発表した。ステイモスの離脱がこの番組に大きな影響を与えたために、ABCの第8シーズンが事実上最終期となり、シリーズが終了した。

## 主な出演作品

### テレビシリーズ
| 放映年    | 邦題 原題                                                  | 役名                               | 備考                  |
| --------- | ---------------------------------------------------------- | ---------------------------------- | --------------------- |
| 1983      | ジェネラル・ホスピタル General Hospital                    | ブラッキー                         | 1エピソード           |
| 1984      | Dreams                                                     | ジーノ                             | 12エピソード          |
| 1986-1987 | You Again?                                                 | マット・ウィロウズ                 | 26エピソード          |
| 1987-1995 | フルハウス Full House                                      | ジェシー・カツォポリス（コクラン） | 193エピソード         |
| 1992      | Hangin' with Mr. Cooper                                    | ジェシー・カツォポリス             | 1エピソード           |
| 2001      | Thieves                                                    | ジョニー                           | 10エピソード          |
| 2003      | フレンズ Friends                                           | ザック                             | 1エピソード           |
| 2005-2006 | Jake in Progress                                           | ジェイク・フィリップス             | 21エピソード          |
| 2005-2009 | ER緊急救命室 ER                                            | トニー・ゲイツ                     | 65エピソード          |
| 2010-2011 | glee/グリー Glee                                           | カール・ホーウェル                 | 4エピソード           |
| 2011      | LAW & ORDER:性犯罪特捜班 Law & Order: Special Victims Unit | ケン・ターナー                     | 1エピソード           |
| 2011      | チャーリー・シーンのハーパー★ボーイズ Two and a Half Men   | 家の買い手候補                     | 1エピソード           |
| 2013      | The New Normal                                             | ブライス                           | 5エピソード           |
| 2015-2016 | Grandfathered                                              | ジミー                             | 22エピソード          |
| 2016-2020 | フラーハウス Fuller House                                  | ジェシー・カツォポリス             | 17エピソード 製作兼任 |
| 2016      | スクリーム・クイーンズ Scream Queens                       | ブロック・ホルト                   | 10エピソード          |

### 映画
| 公開年 | 邦題 原題                                                                   | 役名                         | 備考                      |
| ------ | --------------------------------------------------------------------------- | ---------------------------- | ------------------------- |
| 1985   | 不思議の国のアリス Alice in Wonderland                                      | メッセンジャー               | テレビ映画                |
| 1986   | ネバー・トゥー・ヤング Never Too Young to Die                               | ランス                       |                           |
| 1990   | ストリート・ガール/天使の堕ちた街 Daughter of the Streets                   | ジョーイ                     | テレビ映画                |
| 1991   | ボンバー・ライダーズ Born to Ride                                           | グレイディ・ウェストフォール |                           |
| 1993   | クリスティーナの失踪 The Disappearance of Christina                         | ジョン・セルドン             | テレビ映画                |
| 1994   | 甘いまなざし Fatal Vows: The Alexandra O'Hara Story                         | ニック                       | テレビ映画                |
| 1997   | 天使が見た夢 A Match Made in Heaven                                         | トム                         | テレビ映画                |
| 1997   | プライベート・パーツ Private Parts                                          | -                            | カメオ出演                |
| 1998   | ラブ・アフター・デス The Marriage Fool                                      | ロバート・ウォルシュ         | テレビ映画                |
| 2000   | ビーチ・ボーイズ物語/僕らのサーフィンUSA The Beach Boys: An American Family | ドラマー                     | テレビ映画 クレジットなし |
| 2000   | スーパー・リッチと結婚する方法 How to Marry a Billionaire: A Christmas Tale | トム・ネイサン               | テレビ映画                |
| 2002   | ファム・ファタール Femme Fatale                                             | エージェント                 | クレジットなし            |
| 2002   | Run Roonie Run                                                              | 本人                         | カメオ出演                |
| 2003   | パーティ・モンスター Party Monster                                          | トークショーのホスト         |                           |
| 2006   | 童貞ペンギン Farce of the Penguins                                          |                              | 声の出演                  |
| 2006   | ウェディング戦争 Wedding Wars                                               | シェル                       | テレビ映画                |
| 2008   | A Raisin in the Sun                                                         | カール                       | テレビ映画                |
| 2021   | マペットのホーンテッドマンション Muppets Haunted Mansion                    | 本人                         | テレビ映画                |

### PV
- ココモ (1988年)※ミュージックビデオ

## 日本語吹き替え
『フルハウス』以降、主に堀内賢雄が多くの作品で担当している。
このほかにも、東地宏樹、宮本充、山寺宏一なども声を当てている。

## 参照
1. ↑  “John Stamos Biography (1963–)”.   Filmreference.com. 2011年2月25日閲覧。
2. ↑  https://www.imdb.com/name/nm0001764/bio/
3. ↑  By Bob Greene, CNN Contributor (2010年5月2日). “Beach Boys' good vibrations = summer”.   CNN. 2011年2月25日閲覧。
4. ↑  Theo Spielberg (2012年1月13日). “John Stamos to Perform With the Beach Boys During 50th Anniversary Tour”.   spinner.com. 2012年9月13日時点のオリジナルよりアーカイブ。2012年1月15日閲覧。
5. ↑  Stamos Set to Bye Bye Birdie Broadway World, March 31, 2009
6. ↑  “BIRDIE's John Stamos to be Honored with Star on Hollywood Walk of Fame, 11/16”.   Broadwayworld.com. 2011年2月25日閲覧。
7. ↑  “「フルハウス」のジョン・ステイモス、ハリウッドの星で殿堂入り”. シネマトゥデイ. (2009年11月10日) 2013年6月22日閲覧。
8. ↑  “「フルハウス」ジョン・ステイモスが“祖父”を演じる新作コメディ「Grandfathered」のシリーズ化が決定”.   TVグルーヴ. 2016年2月29日閲覧。
9. ↑  “「フルハウス」復活！20年ぶりに新作が製作”.   シネマトゥデイ. 2015年4月24日閲覧。
10. ↑  “ジョン・ステイモス、離婚申請書を提出”. シネマトゥデイ. (2004年8月23日) 2013年6月22日閲覧。
11. ↑  “「フルハウス」ジェシーおじさん、J・ステイモスが婚約発表！”.   シネマトゥデイ (2017年10月23日). 2017年10月24日閲覧。
12. 1 2  “『フラーハウス』ジョン・ステイモスが結婚　「パパになるよ！」”.   Techinsight (2018年2月4日). 2018年3月6日閲覧。
13. ↑  “「フルハウス」ジョン・ステイモスに待望の第一子が誕生! 「もうただの“おいたん”ではないよ!」”.   TVグルーヴ (2018年4月17日). 2018年10月3日閲覧。
14. ↑  “ジョン・ステイモス、「フルハウス」での妻役ロリ・ロックリンは「セックスなしの超親友」”.   TVグルーヴ (2014年2月3日). 2018年3月6日閲覧。
15. ↑  “「フルハウス」ジェシーおじさん俳優が逮捕”.   シネマトゥデイ (2015年6月15日). 2015年6月17日閲覧。
16. ↑  “逮捕された「フルハウス」ジェシーおじさん、依存症治療のためリハビリ施設へ”.   シネマトゥデイ (2015年7月13日). 2015年7月13日閲覧。
17. ↑  “逮捕された「フルハウス」ジェシーおじさん俳優、執行猶予3年”.   シネマトゥデイ (2015年11月26日). 2016年2月29日閲覧。
18. ↑  “『フルハウス』ジョン・ステイモス、飲酒運転や恋人の妊娠・中絶…過去を赤裸々告白”.   excite.ニュース (2016年1月6日). 2016年5月9日閲覧。
19. ↑  “『フルハウス』ジェシーおいたん、断酒できたのはステファニーのおかげ！”.   海外ドラマNAVI (2019年3月11日). 2023年12月22日閲覧。